# Pusztaszabolcs
Pusztaszabolcs is een plaats (város) en gemeente in het Hongaarse comitaat Fejér. Pusztaszabolcs telt 6352 inwoners (2006).